# Южнославянский пансион
Южнославянский пансион — учебное заведение, существовавшее в конце XIX в. в городах Николаев и Дрогичин
Был создан при николаевской 1-й Александровской реальной гимназии 9 июня 1862 года. В нём воспитывалось 27 болгарских и 2 сербских ученика, на содержание которых казной отпускалось по 15 копеек в день. Кроме того, в пансионе воспитывались ученики только что упраздненной Черноморской штурманской роты, которые по мере выбытия замещались выходцами с Балкан.
Однако 1 января 1866 года этот пансион прекратил существование. Это было связано с переходом города Николаев под юрисдикцию Николаевского военного губернатора вице-адмирала Богдана Александровича фон Глазенапа, который предложил министру народного просвещения Александру Васильевичу Головнину ликвидировать пансион. Воспитанников распределили по семьям жителей Николаева, преимущественно немецкого происхождения, каждая из которых получила по 300 рублей в год на содержание воспитанника.
Возрожден как частное учебное заведение Высочайшим повелением 10 февраля 1867 года.. Действовать начал 1 марта 1867 года в Николаеве (улица Никольская, 65, ныне улица Розы Люксембург; здание снесено в 1990 году). Руководителем пансиона был назначен приложивший огромные усилия для его воссоздания выдающийся болгарский просветитель и педагог Федор (Тодор) Николаевич Минков. В марте 1868 года он так формулировал свои цели: "Я горячо сочувствую судьбам южно-славянских народов, в образовании их вижу единственное средство к возрождению национальности... Достигну ли я своей цели в деле образования болгарского юношества, это может оказаться только со временем; преждевременные похвалы и порицания я считаю равно неуместными... За мною остается только труд и пламенное желание направить нравственное развитие вверенных мне юношей ко всему доброму и честному. Я желаю внушить юношеству пламенную любовь к общему нашему отечеству".
Пансион стал уникальным учебным заведением, в котором представители южнославянских наций получали в полном смысле слова национальное воспитание, которое не могли получить в пределах Османской империи. Кроме болгар, сербов и черногорцев, в пансионе училось также небольшое количество чехов, украинцев, русских, румын, хорватов, албанцев и православных арабов.
В штат пансиона входили три надзирателя, учителя церковного пения и музыки, танцев, врач и 16 человек прислуги. Посетивший пансион в 1869 году русский историк Нил Александрович Попов отмечал, что "внутренность помещения отличается вообще опрятностью, а приемная комната даже изяществом. Столовая, спальни, библиотека, классные комнаты убраны просто, но чисто". А газета "Новороссийский Телеграф" (14 июня 1870, № 130) писала: "С материальной стороны пансион устроен не только удобно, но даже роскошно... Мы разговаривали со многими учениками и нашли в них светлые понятия о своей родине и горячие желания служить её пользе. Из этих молодых людей будет прок".
Плата за воспитание в пансионе на момент основания составляла 200 рублей серебром в год, затем она была повышена до 300. Тем не менее пансион не только не приносил Ф.Н.Минкову никакого дохода, но и постоянно требовал денежных вливаний из его собственных средств. Газета "Новороссийский Телеграф" отмечала: "Вообще следует удивляться, каким образом г.Минков управляется с содержанием пансиона при нынешней дороговизне и при ограниченной плате, которую уплачивают сполна только около 60 учеников. Очевидно, что содержателю необходимо приплачиваться своими деньгами".
В пансионе воспитывались многие известные революционеры и политические деятели балканских стран — генерал Симеон Ванков, писатель Георгий Стаматов, участник апрельского восстания Панайот Волов, общественная деятельница Екатерина Каравелова, профсоюзный деятель Георги Кирков, пять раз занимавший пост премьер-министра Болгарии Александр Малинов Михаил Греков (болгарский революционер и писатель) и др.
Пансион существовал в Николаеве до 1892 года, после чего был переведен в белорусский город Дрогичин (занятия проходили также в имении Ф.Н.Минкова Ровины Кобринского уезда Гродненской губернии). Белорусский пансион имел уже военный оттенок — его ученики в дальнейшем поступали в российские кадетские корпуса. Пансион прекратил существование в 1906 году со смертью Ф.Н.Минкова. За 1867-92 годы его окончили, по разным оценкам, от 400 до 800 человек, многие из которых вписали свои имена в историю Болгарии и России; общее число выпускников за период 1867-1906 годов неизвестно.
Традиции пансиона продолжает созданный в 2007 году в Николаеве Южнославянский институт, который в 2012 году под своим названием вошел в структуру Николаевского национального университета.